# Can Garriga (masia a Santa Maria de Palautordera)
Can Garriga és una masia al sud de la vila de Santa Maria de Palautordera (al Vallès Oriental). Es tracta d'un edifici amb un mínim de 400 anys, està datat en una de les rajoles.

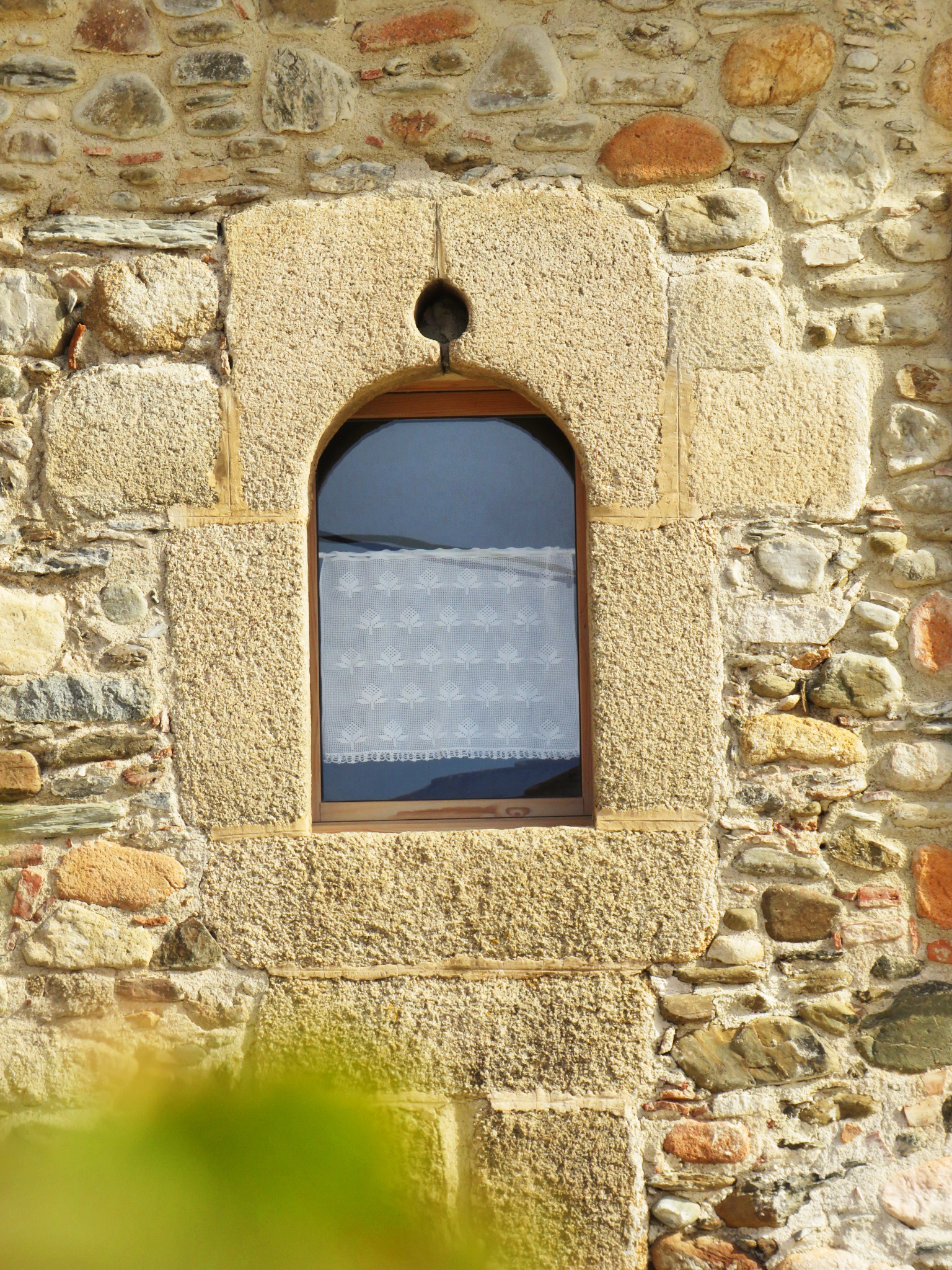
Finestra amb la llinda foradada

La masia està orientada cap a l'est, té coberta a dues aigües i és un edifici format per planta i pis. Presenta annexos adossats a l'extrem esquerre de la façana per tal d'habilitar-hi una cuina i dos banys.
El portal de la façana és adovellat i té arc de mig punt. Hi ha una finestreta de pedra d'arc pla. A la paret sud hi ha una finestra de pedra amb arc de mig punt sense tancar coronat per un cercle. Al seu interior hi ha un festejador. La masia està envoltada per les cases que formen la urbanització de Can Garriga.